# Turnirski razporeditveni sistemi
V šahovski turnirski praksi, pa tudi v mnogih drugih športih, se uporablja mnogo različnih sistemov za razporejanje igralcev in določitev zmagovalca. Spodaj so razloženi trije glavni razporeditveni sistemi. Kateri sistem je najustreznejši za določeno tekmovanje, je v glavnem odvisno od števila igralcev in časa, ki je na voljo. Pogosto pa se uporablja tudi kombinacija sistemov: za predtekmovanje se uporabi en sistem, za finalno tekmovanje pa drugi.

## Krožni sistem
Krožni sistem (angleško round robin) je sistem, pri katerem igra vsak igralec z vsakim. To je najpravičnejši način za določanje zmagovalca, še posebej, če je sistem dvokrožni, kar pomeni, da vsak igra z vsakim dvakrat, enkrat z belimi in drugič s črnimi figurami. Pri tem sistemu se največkrat uporablja Bergerjev (Johann Berger, avstrijski šahist) način določanja parov ali t. i. Bergerjeve tabele za katere je značilno, da se z žrebom določi številke igralcev in barve figur.
Kadar imata oba igralca parni številki, potem ima bele figure tisti z večjo številko, če pa ima eden parno, drugi pa neparno številko, ima bele figure tisti z manjšo številko. Pri parnem številu igralcev pa ima zgornja polovica igralcev bele figure, spodnja pa črne.
Razporeditev parnega ali neparnega števila igralcev v Bergerjevih tabelah je enaka, razlika je edino v tem, da je pri neparnem številu igralcev v vsakem krogu čaka tisti igralec, ki bi moral igrati z zadnjo številko (pri parnem številu igralcev) 

### Bergerjeve tabele
- 3 ali 4 igralci

krog #1 : 2-3 1-(4) 
 
krog #2 : 1-2 (4)-3 
 
krog #3 : 3-1 2-(4) 

- 5 ali 6 igralcev

krog #1 : 2-5 3-4 1-(6) 

krog #2 : 1-2 5-3 (6)-4 

krog #3 : 3-1 4-5 2-(6) 

krog #4 : 1-4 2-3 (6)-5 

krog #5 : 5-1 4-2 3-(6) 

- 7 ali 8 igralcev

krog #1 : 2-7 3-6 4-5 1-(8) 

krog #2 : 1-2 7-3 6-4 (8)-5 

krog #3 : 3-1 4-7 5-6 2-(8) 

krog #4 : 1-4 2-3 7-5 (8)-6 

krog #5 : 5-1 4-2 6-7 3-(8) 

krog #6 : 1-6 2-5 3-4 (8)-7 

krog #7 : 7-1 6-2 5-3 4-(8) 

- 9 ali 10 igralcev

krog #01 : 02-09 03-08 04-07 05-06 01-(10) 

krog #02 : 01-02 09-03 08-04 07-05 (10)-06 

krog #03 : 03-01 04-09 05-08 06-07 02-(10) 

krog #04 : 01-04 02-03 09-05 08-06 (10)-07 

krog #05 : 05-01 04-02 06-09 07-08 03-(10) 

krog #06 : 01-06 02-05 03-04 09-07 (10)-08 

krog #07 : 07-01 06-02 05-03 08-09 04-(10) 

krog #08 : 01-08 02-07 03-06 04-05 (10)-09 

krog #09 : 09-01 08-02 07-03 06-04 05-(10) 

## Švicarski sistem
V 18. stoletju je bilo običajno, da so bile razporeditve igralcev na šahovskih turnirjih organizirane tako, da je vsak šahist igral z vsakim. Tak način razporeditve se imenuje krožni sistem. To je najboljši način za določitev moči igralcev, zato so ga uporabili pri določitvi šahovskega svetovnega prvaka leta 1948 in na FIDE svetovnem šahovskem prvenstvu 2005, vendar je za tak sistem potrebno veliko število turnirskih krogov. Npr. pri 64 udeleženih igralcih je potrebnih 63 krogov za določitev zmagovalca. Pri raznih šolskih in odprtih turnirjih, kjer sodeluje več sto igralcev, bi po takem sistemu lahko turnir trajal tudi več mesecev, preden bi prišli do zmagovalca.
Zato je leta 1895 J. Muller izumil razporeditveni sistem, ki so ga prvič uporabili v Zürichu, Švici, kjer se igralce na začetku razporedi glede na njihove točke ELO. Igralci so nanizani po vrsti, od tistih z največ točkami do tistih z najmanj. Igralci brez točk so razporejeni naključno na dnu lestvice. Zgornja polovica razporejenih igralcev igra z igralci s spodnje polovice lestvice (če je npr. 64 igralcev igra igralec št. 1 z igralcem št. 33., igralec št. 2 z igralcem št. 34, itd.). Barva figur se prvemu določi naključno, nato pa po vrsti sledijo izmenično (če so bile določene prvemu igralcu bele figure, sledijo drugemu črne, tretjemu zopet bele itd.). V naslednjih krogih so barve figur zamenjane, če je to mogoče. Igralec je lahko razporejen tako, da ima dvakrat isto barvo figur, če je to potrebno, vendar po navadi nima iste barve figur trikrat zaporedoma, razen če je to neizogibno (npr. oba igralca sta igrala z isto barvo figur dvakrat zaporedoma).
Po prvem krogu so igralci razporejeni v skupine glede na njihov rezultat. Zmagovalci v skupino 1, igralci, ki so remizirali v skupino 1/2 in poraženci v skupino 0. Torej v vsakem krogu igrajo med sabo igralci z istim rezultatom. Glede na to, da je število zmagovalcev v vsakem krogu razpolovljeno pridemo razmeroma hitro in pravično do edinega igralca z najboljšim rezultatom. Število krogov za določitev zmagovalca je 2n, kjer je n število krogov. Za 64 igralcev je torej potrebno 6 krogov (26 = 64). Po prvem krogu ima 32 igralcev rezultat 1-0; po drugem krogu ima samo še 16 igralcev rezultat 2-0; po tretjem dobimo 8 igralcev z rezultatom 3-0; po četrtem 4 z rezultatom 4-0; po petem 2 igralca z rezutatom 5-0; in po šestem ostane samo še zmagovalec z rezultatom 6-0. V praksi je po navadi več remijev, vendar se da po tem sistemu vključiti tudi več igralcev. 
Po vsakem krogu so igralci razporejeni po rezultatnih skupinah glede na njihove rezultate. Nato igrajo po zgoraj navedenem sistemu, kjer igrajo igralci med sabo znotraj rezultatnih skupin. Kadar je v skupini neparno število igralcev, igrajo igralci z nižjo parno številko z igralci z najvišjo parno številko iz naslednje spodnje skupine. Npr., če je po prvem krogu neparno število igralcev v skupini 1, potem igra tisti z najmanj točakmi iz skupine 1 s tistim, ki jih ima največ v skupini 1/2, če le-ta obstaja, drugače pa z igralcem, ki ima največ točk v skupini 0. 
Vedno veljajo naslednja pravila:
- na turnirju ista igralca ne smeta igrati dvakrat
- igralec ne sme biti dvakrat prost in tako dobiti točke brez igre (pri lihem številu igralcev je vedno eden prost (angleško BYE))
- razlika v barvah med igralcema ne sme biti večja kot 2
- igralec ne sme imeti v treh zaporednih kolih iste barve figur

Zanimivo je, da se je v stoletni uporabi švicarskega sistema razvil t. i. švicarski gambit, kjer igralec s spodnje polovice lestvice namenoma »žrtvuje« zmago in si tako v naslednjem krogu zagotovi slabšega igralca ter si s tem poveča možnost boljše uvrstitve.

## Pokalni sistem
Pokalni sistem, imenovan tudi izločilni sistem, se uporablja za določitev zmagovalca na turnirjih mnogih športov, npr. tenisa, nogometa kot tudi na šahovskih turnirjih. Pokalni sistem ni omejen s številom udeleženih in s tem sistemom pridemo razmeroma hitro do zmagovalca. Slabost tega sistema pa je v tem, da je končni vrstni red smiselen le za zmagovalca, ki je zmagal vse igre.
Število igralcev mora biti potenca števila 2, npr. 4, 8, 16, 32, 64, 128, ... , če je igralcev več so potrebne kvalifikacije zaradi izločitve odvečnega števila udeležencev. V primeru, da je prijavljenih npr. 36 igralcev je potrebno izločiti 4 igralce, da bi dosegli želeno število 32. Le-te se izloči tako, da se z žrebom določi 8 igralcev, ki nato igrajo med seboj in poraženci dvobojev izpadejo. V primeru remija igrajo ponovno ali pa zmagovalca določi žreb.
Po končani kvalifikaciji se igralce razvrsti naključno, lahko pa se najmočnejše igralce dirigirano postavi na ustrezna mesta, da ne bi prezgodaj igrali med seboj (to so tako imenovani nosilci). 
Potem igrajo prvi z drugim, tretji s četrtim, peti s šestim, itd. Kdor izgubi, izpade. Zmagovalec med prvim in drugim igra z zmagovalcem med tretjim in četrtim, itd. Izločevanje se tako nadaljuje, dokler v finalu ne zmaga zadnji, ki je zmagovalec turnirja.